# Cầy mangut đuôi ngắn
Cầy mangut đuôi ngắn (Herpestes brachyurus) là một loài họ Cầy lỏn có nguồn gốc từ bán đảo Malaysia, Sumatra và Borneo. Nó sinh sống trong rừng thường xanh và các khu vườn nông thôn từ mực nước biển đến độ cao 1.500 m. Nó được liệt kê là loài sắp bị đe dọa trong sách đỏ IUCN từ năm 2008.
Nó được John Edward Gray mô tả lần đầu tiên vào năm 1837.
Nó có màu nâu đỏ đến đen và có các chi màu đen. Đầu màu xám với một đốm đen ở cằm. Tổng chiều dài cơ thể của nó là 60–65 cm bao gồm một chiếc đuôi ngắn 25 cm. Nó nặng khoảng 1,4 kg.

## Phân loài
- H. b. brachyurus
- H. b. hosei (được một số người coi là một loài, cầy mangut Hose Herpestes hosei)[4]
- H. b. javanensis
- H. b. palawanus
- H. b. parvus
- H. b. sumatrius